# Leo Goldberg
Leo Goldberg est un astrophysicien américain, président de l'Union astronomique internationale de 1973 à 1976.

## Biographie
Il a reçu le prix Henry Norris Russell Lectureship (American Astronomical Society) en 1973.